# Léa Passion
Léa Passion (Imagine en Amérique du Nord) est une série de jeux vidéo de simulation, développé par le studio Ubisoft Milan. Les jeux qui la composent depuis 2007 sont principalement sortis sur consoles Nintendo DS, Nintendo 3DS, Wii et Windows. Éditée par Ubisoft, la franchise comptabilise 21 millions d’unités vendues à travers le monde en avril 2014.

## Jeux
- Léa Passion : Bébés (2007) - Imagine: Babies ou Imagine: Babyz en anglais
- Léa Passion : Cuisine (2007) - Imagine: Happy Cooking ou Imagine: Master Chef en anglais
- Léa Passion : Mode (2007) - Imagine: Fashion Designer en anglais
- Léa Passion : Vétérinaire (2007) - My Pet Hotel ou Pawly Pets: My Pet Hotel en anglais
- Léa Passion : Vétérinaire 2 (2007) - Imagine: Pet Vet ou Imagine: Animal Doctor en anglais
- Léa Passion : Vétérinaire au zoo (2007)
- Léa Passion : Vétérinaire en Australie (2007)
- Léa Passion : Danseuse étoile (2008) - Imagine: Ballet Star ou Imagine: Ballet Dancer en anglais
- Léa Passion : Décoration (2008) - Imagine: Interior Designer en anglais
- Léa Passion : Maîtresse d'école (2008) - Imagine: Teacher en anglais
- Léa Passion : Mariages de rêve (2008) - Imagine: Wedding Designer ou Imagine: Dream Weddings en anglais
- Léa Passion : Vétérinaire - Amie des animaux (2008) - Imagine: Pet Hospital en anglais
- Léa Passion : Baby-sitter (2008) - Imagine: Babysitters ou Imagine: Baby Club en anglais
- Imagine: Champion Rider (2008)
- Léa Passion : Star de la mode (2008) - Imagine: Fashion Designer New York ou Imagine: Fashion Model en anglais sur DS et Imagine: Fashion Party en anglais sur Wii
- Léa Passion : Patinage (2008) - Imagine: Figure Skater en anglais
- Léa Passion : Gymnastique (2008) - Imagine: Gymnast ou Ener-G Gym Rockets en anglais
- Léa Passion : Star de la danse (2008) - Imagine: Modern Dancer ou Ener-G Dance Squad en anglais
- Léa Passion : Star de cinéma (2008) - Imagine: Movie Star en anglais
- Imagine: Party Babyz (2008)
- Léa Passion : Star de la pop (2008) - Imagine: Rock Star, Imagine: Girl Band ou Imagine: Girls Band en anglais
- Léa Passion présente Mes secrets de filles (2008) - My Secret World by Imagine en anglais
- Léa Passion : Maîtresse d'école - Classe verte (2009) - Imagine: Teacher: Class Trip en anglais
- Léa Passion : Vétérinaire - Safari (2009) - Imagine: Zookeeper ou Imagine: Wildlife Keeper en anglais
- Léa Passion : Artiste (2009) - Imagine: Artist en anglais
- Imagine: Babyz Fashion (2009)
- Léa Passion : Ma boutique de rêves (2009) - Imagine: Boutique Owner en anglais
- Imagine: Cheerleader (2009)
- Léa Passion Aventures : Mystères au lycée (2009) - Imagine: Detective en anglais
- Léa Passion : Médecine (2009) - Imagine: Family Doctor en anglais
- Imagine: Fashion Designer World Tour (2009)
- Imagine: Ice Champions (2009)
- Imagine: Makeup Artist (2009)
- Imagine: Music Fest (2009)
- Léa Passion : Chef 3 étoiles (2009) - Imagine: My Restaurant en anglais
- Léa Passion : Soirées de rêve (2009) - Imagine: Party Planner en anglais
- Léa Passion : Journaliste (2009) - Imagine: Journalist ou Imagine: Reporter en anglais
- Léa Passion : Vacances de rêve (2009) - Imagine: Resort Owner ou Imagine: Dream Resort  en anglais
- Léa Passion : Salon de beauté (2009) - Imagine: Beauty Stylist ou Imagine: Salon Stylist en anglais
- Imagine: Soccer Captain (2009)
- Imagine: Fashion Stylist (2010)
- Léa Passion : Fashion Paradise (2010) - Imagine: Fashion Paradise en anglais
- Léa Passion : Protectrice des animaux (2010) - Imagine: Animal Doctor - Care Center ou Imagine: Rescue Vet en anglais
- Imagine: Sweet 16 (2010) - Sweet 16 en Europe
- Léa Passion : Bébés 3D (2012) - Imagine: Babies 3D ou Imagine: Babyz en anglais
- Léa Passion : Vie de fashionista 3D (2012) - Imagine: Fashion Life ou Imagine: Fashion World 3D en anglais
- Léa Passion : Mode 3D (2012) - Imagine: Fashion Designer 3D en anglais
- Imagine: Championship Rider 3D (2013)